# Bix Beiderbecke
Leon Bismark Beiderbecke známý jako Bix Beiderbecke (10. března 1903 Davenport, Iowa, USA – 6. srpna 1931 Sunnyside, Queens, New York, USA) byl americký jazzový kornetista, klavírista a hudební skladatel. Jeden z prvních bělošských jazzových sólistů, který svým improvizačním uměním, průrazným a jasným tónem kornetu s lyrickým zabarvením pronikl, přes svůj krátký život, mezi největší legendy v historii jazzu. Jeho projev čerpal nejen z černošského jazzového dixielandu, ale také z klasické hudby francouzských impresionistických skladatelů Debussyho a Ravela. Jeho styl ovlivnil vznik poválečného cool jazzu. 

## Život
Na křestním listě měl uvedeno jméno Leon Bismark, ale rodiče mu vždy říkali Bix a on sám se k tomu jménu vždycky hlásil. Jeho otec Bismark Herman Beiderbecke byl potomkem německých přistěhovalců a obchodoval s uhlím. Matka Agathe Jane Hiltonová byla dcerou kapitána na výletní říční lodi. Dobře hrála na klavír a své tři děti vedla k zájmu o hudbu. Bix projevoval hudební nadání již jako dítě, na klavír hrál od tří let. Když jeho starší bratr po válce přivezl domů gramofon a desky s jazzovými nahrávkami, jeho zájem se soustředil na jazz. Podle poslechu se sám naučil hrát na kornet. Měl absolutní sluch a nikdy se pořádně nenaučil noty.
Mezi lety 1918–1921 navštěvoval v Davenportu vyšší školu (Central High School) a současně hrál s různými profesionálními orchestry, účinkoval ve školním představení, zpíval a hrál na kornet. V dubnu 1921 byl Bix zatčen za údajné obtěžování pětileté dívky ze sousedství, ale po složení kauce byl propuštěn a soudní řízení bylo zastaveno. V září 1921 ho rodiče poslali studovat na vojenskou akademii v Lake Forest v Illiniois. Během studia Bix často zajížděl do Chicaga, aby mohl poslouchat živou jazzovou hudbu. Za porušování školního režimu a pití alkoholu byl ze školy vyloučen.
Od té doby se věnoval výhradně hudbě jako člen orchestru, který hrál na výletních lodích na Michiganském jezeře. Na podzim 1923 se vrátil do Davenportu, aby pracoval pro svého otce. Koncem roku Bix založil svou vlastní sedmičlennou jazzovou skupinu pod názvem Wolverines.  Hráli hot jazz v klubech v Ohiu. Bix kromě toho bral soukromé hodiny hry na klavír. Od února 1924 Wolverins nahrávali ve studiu Gennett Records v Richmondu v Indianě a snímky ukázaly Beiderbeckeho originalitu a výjimečnost při hře na kornet. Kladl důraz na melodii i při improvizaci, horní rejstříky používal jen zřídka.
Během angažmá v New Yorku na podzim 1924 Bix opustil Wolverins a přidal se k orchestru Jeana Goldketta v Detroitu, ale jejich spolupráce neměla dlouhé trvání. Počátkem roku 1925 nahrál Bix jednu ze svých z nejznámějších skladeb Davenport blues, která se zařadila mezi jazzovou klasiku. Deska byla vydána pod názvem Bix Beiderbecke and His Rhytm Jungglers (Tommy Dorsey-trombón, Don Murray-klarinet, Paul Mertz-klavír a Tommy Gargano-bicí).

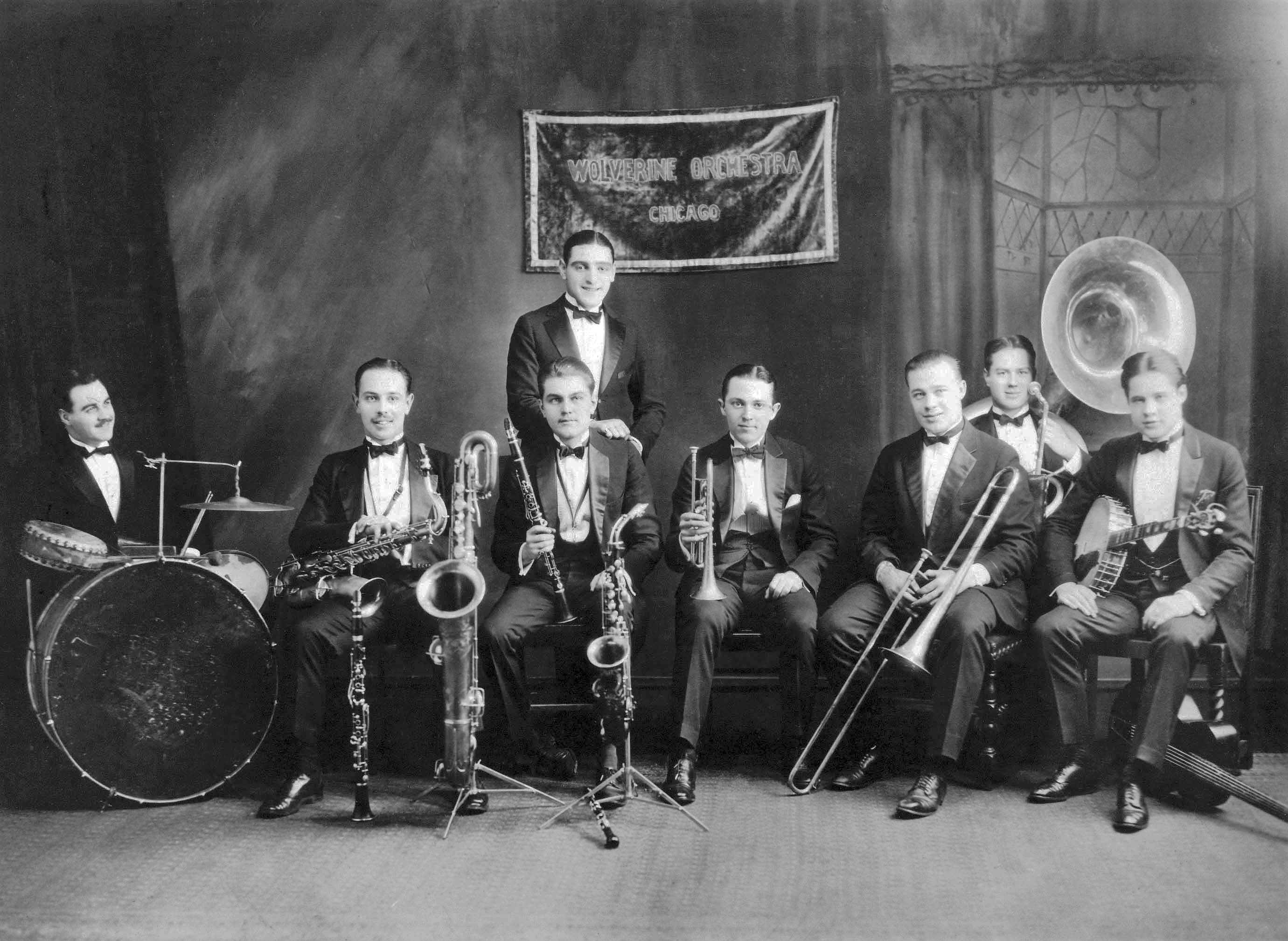
Orchestr Wolverins v r. 1924

Beiderbecker si chtěl doplnit hudební vzdělání a v únoru 1925 se zapsal na univerzitu v Iowě. Protože nechtěl studovat další povinné předměty vynechával přednášky a po opileckém incidentu v místním baru byl ze školy vyloučen. V létě hrál s přáteli v orchestru na jezeře Michigan, kde se setkal se saxofonistou Frankie (Tram) Trumbauerem.  Spřátelili se a vystupovali spolu téměř do konce Beidebeckeho života, i když ho známí varovali, že to s ním nebude lehké pro jeho pití. Trumbauer často působil jako Beiderbeckeho opatrovník ve stavech těžké opilosti.
Na jaře 1926 se oba znovu připojili k orchestru Jeana Goldketta, který na podzim začal vystupovat v tančírně Roseland v New Yorku jako Famous Fourteen. Jako hudební aranžér zde působil Bill Challis, který ve svých úpravách dával vyniknout improvizačnímu talentu Bixe Beiderbecka. Skupina také nahrávala desky pro firmu Viktor Talking Machine Company, ale z komerčních důvodů byly skladby směřovány do oblasti populární hudby. Beiderbecke s Trumbauerem kromě toho nahrávali vlastní skladby u společnosti Okeh, kde v r. 1927 vzniklo několik Bixových nejlepších záznamů: Clarinet Marmalade, Singin´the Blues, Riverboat Shuffle, I'm Coming, Virginia, Way Down Yonder in New Orleans. Pod jménem Tram, Bix a Eddie (Three Piece Band) nahráli instrumentální skladu For No Reason at All in C pro klavír, kornet ( Bix Beiderbecke), saxofon ( Frankie Trumbauer) a akustickou kytaru ( Eddie Lang), kterou napsali Bix a Frankie. V září 1927 nahrál Bix vlastní sólovou skladbu pro klavír In A Mist. Byl to asi nejplodnější rok jeho krátké kariéry.
Z finančních důvodů musel Goldkette v září 1927 rozpustit svou kapelu. Beiderbecker a Trumbauer se staly členy orchestru Paula Whitemana, jednoho z nejpopulárnějších a nejlepších tanečních orchestrů. Beiderbeckeho sóla, která zdůrazňují jeho improvizační schopnosti, jsou na řadě nahrávek speciálně aranžovaných populárních písní, jako např. Back in Your Own Backyard, You Took Advantage of Me, Sugar, When, Together, Ramona nebo Ol´ Man River.
Náročná turné a pracovní vypětí se negativně projevily na stavu Beiderbeckeho organizmu oslabeného dlouhodobým alkoholismem. V listopadu 1928 ho na turné v Clevelandu postihl záchvat deliria tremens, při kterém zničil zařízení hotelového pokoje. V únoru 1929 se nakrátko vrátil domů do Davenportu na doléčení. V létě byl s Whitemanových orchestrem v Hollywoodu, kde se připravovalo natáčení zvukového filmu Král jazzu (King of Jazz). Další protialkoholní léčbu absolvoval na podzim v Keelyho institutu v Illinois. Po návratu do New Yorku pracoval jen zřídka. Jeho poslední nahrávkou byla nová píseň Joaga Carmichaela Georgia on My Mind.
Zemřel ve svém bytě Queensu v New Yorku v srpnu 1931. Za oficiální příčinu smrti byl označen zápal plic. Pohřben byl na hřbitově Oakdale v Davenportu.

## Hudební tvorba
Bix Beiderbecke složil sám nebo společně s dalšími hudebníky 6 instrumentálních skladeb:
- Davenport blues (1925)
- In a Mist (1927)
- For No Reason at All in C (1927)
- Candlelights (1930)
- Flashes (1931)
- In the Dark (1931).

Jeho nahrávky byly třikrát uvedeny do americké síně slávy Grammy 
- v roce 1977 Singin' the Blues Jazz (single) nahrávka na deskách Okeh z roku 1927
- v roce 1980 In a Mist Jazz (single) nahrávka na deskách Okeh z roku 1927
- v roce 2014 Georgia on My Mind (single) nahrávka na deskách Victor v provedení Hoagy Carmichael and His Orchestra z roku 1930